# حمية السوائل

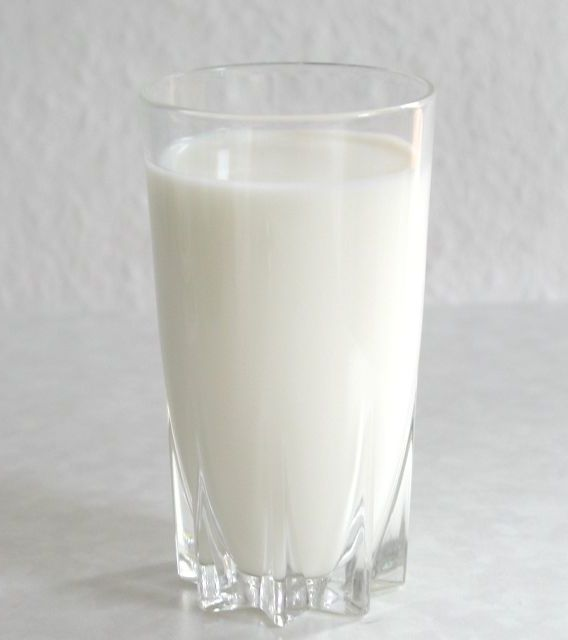

حمية السوائل هي نظام حمية يرتكز على التنوع في شرب العصائر والسوائل الغنية بالفيتامينات والبروتينات والمعادن اللازمة والتي لا يمكن أن تنقطع عن الجسم، حيث سيتم تزويد الجسم بها عن طريق شرب السوائل المختلفة والتي يحتوي كل مشروب منها على عنصر ويكملون بعضهم البعض. وتتنوع الاشربة المستخدمة بالحمية منها العصائر الطبييعة والشوربات الحارة، ويتخلل الحمية بعض البروتينات أيضا بعيدا عن السوائل في وجبة الغداء. وتحدث الخبراء عن انه بالرغم من نزول الوزن لكن بعد العودة إلى النظام الغذائي العادي، سيتم اكتساب الوزن الذي تمت خسارته سابقاً، فضلاً عن كيلوغرامات إضافيّة، وذلك لأنّ الأيض البطيء يسهّل عملية مراكمة الكيلوغرامات في الوزن. وتسمح هذه الحمية للجهاز الهضمي بالراحة وإعادة برمجة نفسه. لأن التغذية من خلال السوائل أسهل في الهضم من الأغذية الصلبة كما أنها تتطلب عمل أقل من أعضائنا لامتصاص التغذية. ومن فوائدها انها تجعل الجلد يبدو أصغر وأكثر حيوية. ويمكن أن يحدث ذلك التغيير في سريعا بالنسبة لأولئك الذين يتمتعون بصحة جيدة نسبيا كبداية وتساعد على إزالة السموم وزيادة الطاقة.

## حمية السوائل الواضحة
يرتكز نظام حمية السوائل الواضحة على سوائل شفّافة مثل الحساء، العصائر الواضحة، مثلجات الفاكهة الشفافة، حلويات الجيلاتين الواضحة أو المشروبات الغازية.

## حمية السوائل الكاملة
اتباع نظام سوائل كامل أو مصفّى يرتكز على السوائل الواضحة أو غير الشفافة مع الإتساق على نحو سلس. تشمل الحليب، الميلك شيك، الأيس كريم، البودنغ، حساء الكريم، رحيق الفاكهة مع اللب، الحبوب المطبوخة مثل العصيدة، كريما القمح، الزبدة أو العسل. عصائر الفاكهة (دون اللب)، القهوة، الجيلاتين، المياه والمشروبات الغازية هي مقبولة أيضا.